# 86 (رواية خفيفة)
86 (باليابانية: エイティシックス-86-، بالروماجي: Eiti Shikkusu) تلفظ (إيتي شيكسُ)، سلسلة روايات خفيفة خيال علمي يابانية من كتابة «أساتو أساتو» ورسوم شيرابي [الإنجليزية]، تصدر ضمن علامة دينغيكي بونكو [الإنجليزية] المطبوعة لدار نشر ASCII لأعمال الإعلام منذ فبراير 2017، تم ترخيصها في أمريكا الشمالية من قبل ين بريس [الإنجليزية].
صدرت لها سلسلة مانغا من رسوم «موتوكي ياشيهارا» في مجلة مانغا السينين يونغ غانغان لدار نشر سكوير إنكس عام 2018، مع مانغا أخرى تحمل عنوان (Gakuen 86) من قبل «سوزومي سوميميا» في مجلة مانغا السينين كوميك ألايف الشهرية لدار نشر ميديا فاكتوري منذ 27 يونيو 2020، بالإضافة إلى إنتاج أنمي تلفزيوني لها من قبل إستوديو أي-1 بيكتشرز بدأ عرضه في أبريل 2021.

## القصة
جمهورية «ماغنوليا» تخوض حرباً مع إمبراطورية «غياد» منذ 9 أعوام، في البداية عانت من خسائر فادحة في جيوشها الآلية، لكن منذ ذلك الوقت قامت بتطوير وحداتها القتالية المستقلة والمسمات «جاغرنوت» والتي يتم التحكم فيها عن طريق سائق، ظاهرياً يعتقد الناس أن الحرب تدور بين الآلات بينما في الواقع يتم قيادة هذه الوحدات من قبل بشر جميعهم من جناح 86 في وظيفة مقتصرة على عرقية «كولوراتا» الأقلية التي كانت في السابق متساوية مع عرق «آلبا» الأغلبية، لكن تم إضطهاد «كولوراتا» من حكومة «آلبا» العنصرية إلى حد عدم الإعتراف بأن أفراد كولوراتا بشراً ولا يسمح بإعطائهم أسماء وأجبروا على العيش في معسكرات إعتقال في جناح 86 يتم إستخدامهم للقتال في الحرب بين الجمهورية والإمبراطورية مقابل حصولهم على بعض الحقوق.
الرائد «فلاديلينا ميريزي» (اختصاراً لينا) عسكرية نبيلة من عرق ألبا في جيش الجمهورية، تم تعيينها كمشرفة على سرب «رأس الحربة» في الجبهة الشرقية، سرب قتالي يضم نخبة محاربي معسكر 86 والذين أعطوا حق الحصول على أسماء، يقود هذا السرب «شينيه نوزين» (المعروف بالدفان)، إشتهر سرب «رأس الحربة» بسمعة سيئة بسبب أن العديد من أفراده عليه أصيبوا إما بالجنون أو أقدموا على الإنتحار، عندما تتعرف «لينا» على «شينيه» وبقية أفراد السرب تصبح متعاطفة مع مأساة شعب «كولوراتا» وتحاول مساعتهم، في الوقت نفسه تكتشف سراً غامضاً حول ماهية الحرب بين الإمبراطورية والجمهورية.

## الشخصيات
شينيه نوزين (シンエイ・ノウゼン، Shin'ei Nouzen)
أداء صوتي: شويا تشيبا [الإنجليزية]
القائد الميداني غير الرسمي لكتيبة «رأس الحربة» المتكونة من سكان القطاع 86 والذي قاتل في الكثير من المعارك ونجى منها بالرغم من أن عمره لم يتجاوز 16 عام، يلقب «بالأندرتيكر» لقسوته ضد الأعداء وحتى الحلفاء، يشاع أن كل الموجهين الرسميين السابقين الذين تعاملوا معه أصيبوا بالجنون أو استقالوا من العمل وبعضهم إنتحر لأسباب مجهولة.
فلاديلينا ميريزي (ヴラディレーナ・ミリーゼ، Varadirēna Mirīze)
أداء صوتي: إكومي هاسيغاوا [الإنجليزية]
عسكرية من جيش سان-ماغنوليا تمت ترقيتها إلى رتبة رائدة وفي عمر 16 عام فقط بسبب مهارتها وعلاقاتها العائلية، إعتادت على التعامل مع جنودها من القطاع 86 بشكل إنساني على عكس باقي القادة الذين لا يعتبروهم بشراً حتى، تم تعيينها حديثاً لرئاسة سرب «رأس الحربة» المتكون من نخبة المقاتلين.
رايدين شوغا (ライデン・シュガ، Raiden Shuga)
أداء صوتي: سييتشيرو ياماشيتا
ثيوتو ريكا (セオト・リッカ، Seoto Rikka)
أداء صوتي: ناتسومي فوجيوارا
أنجو إيما (アンジュ・エマ، Anju Ema)
أداء صوتي: ساوري هايامي
كورينا كوكوميلا (クレナ・ククミラ، Kurena Kukumira)
أداء صوتي: سايومي سوزوشيرو [الإنجليزية]
كاي تانيا (カイエ・タニヤ، Kaie Taniya)
أداء صوتي: هاروكا شيرايشي
دايا إروما (ダイヤ・イルマ، Daiya Iruma)
أداء صوتي: هاروكي إيشيا [الإنجليزية]
هاروتو كياتس (ハルト・キーツ، Haruto Kītsu)
أداء صوتي: دايكي ياماشيتا
كوجو نيكو (クジョー・ニコ، Kujō Niko)
أداء صوتي: تايشي موراتا
روي كينو (ルイ・キノ، Rui Kino)
أداء صوتي: شينيه أويكي
تشيسي أوسين (チセ・オーセン، Chise Ōsen)
أداء صوتي: ماسامو أونو
توما سوبي (トーマ・ソービ، Tōma Sōbi)
أداء صوتي: كاتسومي فوكوهارا
توزان ساشا (トウザン・サシャ، Touzan Sasha)
أداء صوتي: تايتو بان
ريكّا رين (レッカ・リン، Rekka Rin)
أداء صوتي: شيزوكا إيشيغامي
ميكوري كايرو (ミクリ・カイロゥ، Mikuri Kairou)
أداء صوتي: يوكا نوكوي
ماينا أتوميكا (マイナ・ヤトミカ، Maina Yatomika)
أداء صوتي: مايوكو كازاما
هينريتا بينروز (アンリエッタ・ペンローズ، Anrietta Penrōzu)
أداء صوتي: ريهو سوغياما
إحدى صديقات لينا القلائل في جيش سان-ماغنوليا، تعمل في قسم البحوث ومتخصصة بجهاز «بارا رايد» الذي يسمح لها بالتواصل مع جنود سربها أثناء القتال، والدها أحد مصممي هذا الجهاز.
جيرومي كارلستال (ジェローム・カールシュタール، Jerōmu Kārushutāru)
أداء صوتي: ساتوشي ميكامي
كولونيل في قوات سان-ماغنوليا وصديق والد لينا، مطلع على وضع شعب القطاع 86 لكنه لا يزال يعاملهم كأدوات.
ريف آديلهايت (レフ・アルドレヒト، Refu Arudorehito)
أداء صوتي: تايتين كوسونوكي

## إعلام

### الروايات الخفيفة
الروايات الخفيفة من كتابة «أساتو أساتو» ورسوم شيرابي [الإنجليزية] وتصميم الميكا من قبل "I-IV"، صدرت منها 9 مجلدات من قبل دار نشر ASCII لأعمال الإعلام أولها في فبراير 2017 تحت علامة دينغيكي بونكو [الإنجليزية] المطبوعة، وتم ترخيصها في أمريكا الشمالية من قبل ين بريس [الإنجليزية].

#### قائمة مجلدات الرواية الخفيفة
| م. | العنوان | الإصدار الياباني                  | الإصدار الإنجليزي                 |
| -- | --- | --------------------------------- | --------------------------------- |
| 1  | ستة وثمانون (باليابانية: エイティシックス، بالروماجي: Eiti Shikkusu)                                                              | 10 فبراير 2017 ردمك 9784048926669 | 26 مارس 2019 ISBN 9781975303129   |
| 2  | ركض خلال أرض المعركة (بداية) (باليابانية: ラン・スルー・ザ・バトルフロント 〈上〉، بالروماجي: Ran Surū Za Batorufuronto〈Ue〉)    | 7 يوليو 2017 ردمك 9784048932325   | يوليو 23, 2019 ISBN 9781975303143 |
| 3  | ركض خلال أرض المعركة (نهاية) (باليابانية: ラン・スルー・ザ・バトルフロント 〈下〉، بالروماجي: Ran Surū Za Batorufuronto〈Shita〉) | 9 ديسمبر 2017 ردمك 9784048933971  | 19 نوفمبر 2019 ISBN 9781975303112 |
| 4  | تحت الضغط (باليابانية: アンダー・プレッシャー، بالروماجي: Andā Puresshā)                                                          | 10 مايو 2018 ردمك 9784048938303   | 31 مارس 2020 ISBN 9781975303167   |
| 5  | مت، لا تكن فخوراً (باليابانية: 死よ、驕るなかれ، بالروماجي: Shiyo, Ogoru nakare)                                                   | 10 أكتوبر 2018 ردمك 9784049120929 | 18 أغسطس 2020 ISBN 9781975399252  |
| 6  | الظلام قبل الموت (باليابانية: 明けねばこそ夜は永く، بالروماجي: Akeneba Koso Yoru wa Nagaku)                                       | 10 أبريل 2019 ردمك 9784049124613  | 17 نوفمبر 2020 ISBN 9781975314514 |
| 7  | سديم (باليابانية: ミスト، بالروماجي: Misuto)                                                                                      | 10 سبتمبر 2019 ردمك 9784049127980 | 30 مارس 2021 ISBN 9781975320744   |
| 8  | دخان بندقية على الماء (باليابانية: ガンスモーク・オン・ザ・ウォーター، بالروماجي: Gansumōku On Za Wōtā)                           | 9 مايو 2020 ردمك 9784049131857    | 20 يوليو 2021 ISBN 9781975320768  |
| 9  | فالكيري الهابط (باليابانية: ヴァルキリィ・ハズ・ランデッド، بالروماجي: Vuarukiryi Hazu Randeddo)                                  | 10 فبراير 2021 ردمك 9784049133097 | —                                 |
| 10 | طفولية مجزأة (باليابانية: フラグメンタル・ネオテニー، بالروماجي: Furagumentaru Neotenī)                                           | 10 يونيو 2021 ردمك 9784049138801  | —                                 |

### مانغا
صدرت عن الرواية خفيفة مانغا من قبل المانغاكا «ميتوكي يوشيهار» في مجلة السينين يونغ غانغان لدار نشر سكوير إنكس منذ سنة 2018، تم جمعها في مجلدين تانكوبون، وتم ترخيصها في أمريكا الشمالية من قبل ين بريس [الإنجليزية] أيضاً.

#### قائمة مجلدات المانغا
| م. | الإصدار الياباني | الإصدار الياباني   | الإصدار الإنجليزي | الإصدار الإنجليزي  |
| م. | تاريخ الإصدار    | ردمك               | تاريخ الإصدار     | ردمك               |
| -- | ---------------- | ------------------ | ----------------- | ------------------ |
| 1  | 10 أكتوبر 2018   | ISBN 9784757558700 | 15 ديسمبر 2020    | ISBN 9781975319175 |
| 2  | 10 سبتمبر 2019   | ISBN 9784757562783 | 30 مارس 2021      | ISBN 9781975319250 |

مانغا ثانية صدرت عن الرواية بعنوان (86 المدرسة؛ Gakuen 86) من قبل «سوزومي سوميميا» بدأت بالتسلسل في مجلة مانغا السينين كوميك ألايف الشهرية لدار نشر ميديا فاكتوري منذ 27 يونيو 2020.
| م. | تاريخ الإصدار الياباني | ردمك الياباني      |
| -- | ---------------------- | ------------------ |
| 1  | 21 يناير 2021          | ISBN 9784046800060 |

كما بدأت مانغا أخرى سابقة-الأحداث بعنوان (86: طفولية مجزأة؛ 86: Fragmental Neoteny) بالصدور المتسلسل في مجلة كوميك ألايف الشهرية إبتداءً من يوم 26 أبريل 2021.

### الأنمي
أعلن في حدث الأونلاين للإحتفال بالذكرى الأولى لموقع الروايات الخفيفة «كيميرانو» التابع لكادوكاوا يوم 15 مارس 2020، عن إنتاج مسلسل أنمي تلفزيوني مبني على هذه الرواية في ستوديو أي-1 بيكتشرز من إخراج «توشيماسا إيشي»، كتابة النصوص من قبل «توشيا أونو» و«تستويا كاواكامي» في تصميم الشخصيات، بينما ألحان الموسيقى من قبل هيرويوكي ساوانو و «كوتا ياماموتو»، يتم تنفيذ الرسوم الحاسوبية في شركة شيروغومي.
كان من المقرر أن يصدر الأنمي في 2020، لكن تم تأجيل العرض حتى عام 2021، الأنمي يتكون من 23 حلقة منقسمة على فترتين منفصلتين، عرض القسم الأول بين 11 أبريل و20 يونيو 2021 على تلفزيون طوكيو أم أكس والمحطات الأخرى. وعرض القسم الثاني بين 3 أكتوبر 2021 وإنتهى في 19 مارس 2022.
أغنية مقدمة الأنمي بعنوان «3 دقائق و29 ثانية» من أداء «هيتوري»، وأغنية النهاية «أفيد» من أداء «ساوانو هيرويوكي[nZk]: ميزوكي».

#### قائمة الحلقات
| الجزء 1  |                                             |                                                          |                              |                   |                               |                |        |
| 1        | «أندر تايكر (دفان)»                         | アンダーテイカー Andāteikā                               | توشيماسا إيشي                | توشيا أونو        | توشيماسا إيشي                 | 11 أبريل 2021  | [ 35 ] |
| 2        | «سبير هيد (رأس الحربة)»                     | スピアヘッド Supiaheddo                                  | كونياسو نيشينا               | توشيا أونو        | توشيماسا إيشي                 | 18 أبريل 2021  | [ 36 ] |
| 3        | «لا أريد الموت»                             | 死にたくない Shinitakunai                                | ريو اندو                     | توشيا أونو        | ريو اندو                      | 25 أبريل 2021  | [ 37 ] |
| 4        | «الإسم الحقيقي»                             | 本当の名前を Hontō no Namae o                            | ريو اندو                     | توشيا أونو        | أياكو كونو                    | 2 مايو 2021    | [ 38 ] |
| 5        | «أنا معكم»                                  | 私も一緒に Watashi mo Issho ni                           | ساتسوكي تاكاهاشي             | كوراسومي سوناياما | ساتسوكي تاكاهاشي              | 9 مايو 2021    | [ 39 ] |
| 6        | «حتى النهاية»                               | 最後まで Saigo Made                                      | كونياسو نيشينا               | توشيا أونو        | كونياسو نيشينا                | 16 مايو 2021   | [ 40 ] |
| 7        | «هل ستتذكرني؟»                              | ？忘れないでいてくれますか ?Wasurenai de Itekuremasu ka  | توموهيكو إيتو                | تشياكي ناغاي      | توموهيكو إيتو                 | 23 مايو 2021   | [ 41 ] |
| 8        | «لنذهب»                                     | 行こう Ikō                                               | تاكاشي ياسوي                 | كوراسومي سوناياما | جونغ هيو                      | 30 مايو 2021   | [ 42 ] |
| 9        | «الوداع»                                    | さよなら Sayonara                                        | ريوتا كاواهارا               | تشياكي ناغاي      | كينغو ماتسوموتو توموهيكو إيتو | 6 يونيو 2021   | [ 43 ] |
| 10       | «شكرًا لك»                                   | ありがとう Arigatō                                       | ساتسوكي تاكاهاشي             | توشيا أونو        | هيروتاكا موري                 | 13 يونيو 2021  | [ 44 ] |
| 11       | «لنذهب»                                     | 行くよ Iku yo                                            | ريو اندو                     | كوراسومي سوناياما | ريو اندو                      | 20 يونيو 2021  | [ 45 ] |
| خاصة 1   | «ورود الخشخاش تزهر إحمرارًا في ساحة المعركة» | 戦野に紅く雛罌粟の咲く Sen'ya ni Akaku Hinageshi no Saku | N/A                          | N/A               | N/A                           | 27 يونيو 2021  | [ 46 ] |
| الجزء 2  |                                             |                                                          |                              |                   |                               |                |        |
| 12       | «ترحيب»                                     | ようこそ Yōkoso                                          | ريو اندو                     | تشياكي ناغاي      | توشيماسا إيشي                 | 3 أكتوبر 2021  | [ 47 ] |
| 13       | «تأخر الوقت على هذا»                        | 今更そんなこと Imasara Sonna Koto                        | تاكا-اكي إيشياما             | توشيا أونو        | كونياسو نيشينا                | 10 أكتوبر 2021 | [ 48 ] |
| 14       | «سعيد لكوني هنا»                            | よろしく Yoroshiku                                       | ساتسوكي تاكاهاشي             | كوراسومي سوناياما | ساتسوكي تاكاهاشي              | 17 أكتوبر 2021 | [ 49 ] |
| 15       | «أهلا بعودتك»                               | おかえりなさい Okaerinasai                               | ريوتا كاواهارا               | توشيا أونو        | توموهيكو إيتو                 | 24 أكتوبر 2021 | [ 50 ] |
| 16       | «حتى لو»                                    | それでも Sore de mo                                      | ريو اندو                     | تشياكي ناغاي      | ريو اندو                      | 31 أكتوبر 2021 | [ 51 ] |
| 17       | «لن أنسى»                                   | 忘れません Wasuremasen                                   | توشيهيرو ماييا               | توشيا أونو        | كيوهي إشيغورو                 | 7 نوفمبر 2021  | [ 52 ] |
| خاصة 2   | «حلقة التعليق البصري الخاصة»                | ビジュアルコメンタリー特番 Bijuaru Komentarī Tokuban     | N/A                          | N/A               | N/A                           | 14 نوفمبر 2021 | [ 53 ] |
| 18       | «الحقيقة هي...»                             | 本当は Hontō wa                                          | يوشينوبو توكوموتو            | كوراسومي سوناياما | كاغيتسو أيزاوا                | 21 نوفمبر 2021 | [ 54 ] |
| خاصة 3   | «إذا كان هناك ما يستحق الموت لأجله»         | 死して甲斐あるものなれば Shishite Kai Aru Mono Nareba    | N/A                          | N/A               | N/A                           | 28 نوفمبر 2021 | [ 55 ] |
| 19       | «إبقى على هذا الطريق»                       | いっそ このまま Isso Kono Mama                           | ريوتا كاواهارا               | تشياكي ناغاي      | ريوتا كاواهارا                | 5 ديسمبر 2021  | [ 56 ] |
| 20       | «معًا حتى الموت»                             | 死ぬまで一緒に Shinu Made Issho ni                       | هارو شينوميا                 | توشيا أونو        | توموهيكو إيتو                 | 19 ديسمبر 2021 | [ 57 ] |
| 21       | «كل ما تبقى»                                | もうこれしか Mō Kore Shika                               | ريو اندو                     | كوراسومي سوناياما | ريو اندو                      | 26 ديسمبر 2021 | [ 58 ] |
| خاصة 4   | «أخيرًا كإنسان»                              | せめて人間たらんと Semete Ningen Taranto                 | N/A                          | N/A               | N/A                           | 5 مارس 2022    | [ 59 ] |
| 22       | «شين»                                       | シン Shin                                                | توشيماسا إيشي                | توشيا أونو        | توشيماسا إيشي                 | 12 مارس 2022   | [ 60 ] |
| 23 أخيرة | «هاندلر ون»                                 | ハンドラー・ワン Handorā Wan                             | ريوتا كاواهارا توشيماسا إيشي | توشيا أونو        | توموهيكو إيتو توشيماسا إيشي   | 19 مارس 2022   | [ 61 ] |

## ردود الأفعال
حصلت الرواية الخفيفة على جائزة رواية دينغيكي [الإنجليزية] الـ 23 سنة 2016 للروايات الغير منشورة بعد، بالإضافة إلى حصولها على المركز الثاني بين الروايات من نوع بونكوبون لعام 2018 في كتاب كونو لايت نوفل غا سوغوي! [الإنجليزية] الصادر عن تاكاراجيماشا [الإنجليزية]، والمركز الخامس في إصدار عام 2019.

## طالع أيضًا
- نقطة تفرد غودزيلا
- فيفي: اغنية عين الفلوريت
- أعظم مغتال في العالم يتجسد كنبيل في عالم اخر
- ري-ماين (أنمي)
- الأنمي في 2020

## روابط خارجية
- الموقع الرسمي للرواية الخفيفة (باليابانية).
- الموقع الرسمي للمانغا (باليابانية).
- الموقع الرسمي للأنمي (باليابانية).
- 86 (رواية خفيفة) في شبكة أخبار الأنمي